# Niels Duffhuës
Niels Duffhuës (ur. 8 stycznia 1973 w Oss) – holenderski muzyk heavymetalowy, multiinstrumentalista, kompozytor i tekściarz

## Dyskografia
- 1993 – Almost a Dance (The Gathering)
- 2000 – Tremolo (Enos)
- 2001 – Piranesi's Rome (album solowy)
- 2002 – Jacky the Stripper (album solowy)
- 2005 – Harem (album solowy)